# Pedras de Fogo (kommun)
Pedras de Fogo är en kommun i Brasilien.   Den ligger i delstaten Paraíba, i den östra delen av landet, 1 700 km nordost om huvudstaden Brasília. Antalet invånare är 27 034.
Följande samhällen finns i Pedras de Fogo:
- Pedras de Fogo

Omgivningarna runt Pedras de Fogo är en mosaik av jordbruksmark och naturlig växtlighet. Runt Pedras de Fogo är det ganska glesbefolkat, med 43 invånare per kvadratkilometer.